# فيسنتي راموس سيسيليو
فيسنتي راموس سيسيليو (بالإسبانية: Vicente Ramos)‏ هو لاعب كرة سلة محترف إسباني سابق. مثّل منتخب بلاده. شارك في مسابقة كرة السلة في الألعاب الأولمبية الصيفية 1968 والألعاب الأولمبية الصيفية 1972. هو عم لاعب كرة المضرب فرناندو فيرداسكو.

## روابط خارجية
- فيسنتي راموس سيسيليو على موقع الاتحاد الدولي لكرة السلة (الإنجليزية)
- فيسنتي راموس سيسيليو على موقع سبورتس رفرنس (الإنجليزية)
- فيسنتي راموس سيسيليو على موقع أوليمبيديا (الإنجليزية)